# NGC 937
NGC 937 (również PGC 9480 lub UGC 1961) – galaktyka spiralna z poprzeczką (SBc), znajdująca się w gwiazdozbiorze Andromedy. Odkrył ją Édouard Jean-Marie Stephan 12 grudnia 1884 roku.